# Поддавашкін Олександр Васильович
Олександр Васильович Поддавашкін, в Указі — Поддовашкін (нар. 25 вересня 1919 — пом. 26 січня 1976) — радянський військовик часів Другої світової війни, командир роти танків Т-34 3-го танкового батальйону 65-ї гвардійської танкової бригади 9-го гвардійського танкового корпусу (2-а гвардійська танкова армія), гвардії лейтенант. Герой Радянського Союзу (1945).

## Життєпис
Народився 25 вересня 1919 року в селищі при залізничній станції Карпове (нині — в складі села Виноградар Роздільнянського району Одеської області) в родині робітника. Білорус. Закінчив 7 класів школи і 2 курси Одеського залізничного технікуму. Працював майстром вагонної дільниці.
До лав РСЧА призваний у травні 1939 року. Учасник німецько-радянської війни з 22 червня 1941 року. Воював на Південно-Західному, Південному, 1-у Українському і 1-у Білоруському фронтах. У 1943 році закінчив Полтавське танкове училище. Пройшов шлях від командира танка до командира танкової роти 103-ї (з 21.11.1944 року — 65-ї гвардійської) танкової бригади. Член КПРС з 1945 року.
Особливо гвардії лейтенант О. В. Поддавашкін відзначився під час проведення Берлінської операції. У боях по оточенню Берліна з 14 квітня по 3 травня 1945 року виявив зразки вмілого командування і управління танковою ротою, забезпечив своєчасне виконання бойових завдань, завдавати збитків матеріальній частині і живій силі супротивника. 19 квітня, зломавши завзятий опір супротивника на шляху просування бригади в районі фільварку Бізов, знищив 5 кулеметних точок, 50 фаустпатронників і до 150 солдатів і офіцерів ворога. 21 квітня в місті Бернау вміло маневруючи, знищив опорний пункт супротивника. У боях за Потсдам з 27 по 30 квітня в умовах в умовах важкодоступної для танків місцевості, взаємодіючи з піхотою, зломав спротив ворога на трьох опорних пунктах, знищив мінометну батарею, 1 протитанкову гармату, 40 кулеметних точок, 8 ДЗОТів, знищив 300 і полонив 70 солдатів і офіцерів супротивника. 3 травня в районі Пенвезін знищив 2 танки, 1 САУ, до 100 осіб піхоти.
Після війни продовжував військову службу. У 1947 році закінчив Вищу офіцерську бронетанкову школу. З 1967 року підполковник О. В. Поддавашкін — в запасі.
Мешкав у Ленінграді, де й помер 26 січня 1976 року. Похований на Північному кладовищі.

## Нагороди
Указом Президії Верховної Ради СРСР від 31 травня 1945 року за зразкове виконання бойових завдань командування на фронті боротьби з німецькими загарбниками та виявлені при цьому відвагу і героїзм, гвардії лейтенантові Поддавашкіну Олександру Васильовичу надане звання Героя Радянського Союзу з врученням ордена Леніна і медалі «Золота Зірка» (№ 7399).
Також був нагороджений орденами Червоного Прапора (18.02.1945), Вітчизняної війни 1-го ступеня (13.08.1944), двома Червоної Зірки (22.02.1944, …) і медалями.